# Famille d'Huart
 (juin 2021).
La famille d'Huart est une famille de noblesse belge et française, dont plusieurs membres se sont distingués dans l'industrie (maîtres de forges) et la politique.

## Histoire
Des branches françaises et luxembourgeoises existent encore aujourd'hui.
On trouve de nombreux membres de la famille d'Huart dans la province de Luxembourg, dans celle de Namur ainsi que dans la région Poitevine[réf. nécessaire].

### Diplômes
- Le 10 septembre 1613, concession du titre héréditaire de chevalier du Saint-Empire romain germanique.
- Le 19 juillet 1709, concession par le Roi Philippe V du titre de baron, transmissible à tous les descendants des deux sexes (non suivie d'enregistrement).
- Le 5 mars 1816, reconnaissance de noblesse et du titre de baron, transmissible par primogéniture, à Philippe Joseph Jacques d'Huart de Bertrange, inscrit dans l'Ordre Equestre du Luxembourg (avec acte de preuve) ainsi qu'à son frère Henri Antoine Joseph Eloi d'Huart dont les  fils, auteurs des branches cadettes, obtinrent le 8 octobre 1842 et le 15 février 1843 extension de ce titre à tous leurs descendants des deux sexes.
- Par arrêté royal du 10 juin 1878, Alfred Julien Charles Marie Ghislain d'Huart fut autorisé à adjoindre à son nom celui de son épouse, née Mathilde Malou (auteur de la quatrième branche).

## Activités

### Industrie
Les Huart furent notamment des maîtres de forges au XIXe siècle dans la région du sud de la province de Luxembourg, du sud-ouest du Grand-Duché de Luxembourg et du nord de la Lorraine.
Ils ont également dirigé les Faïenceries et émaux de Longwy , société héritée de la Famille Nothomb.
En 1835, Henri-Joseph d'Huart, qui a épousé Fanny Nothomb, prend la direction de la Faïencerie de Longwy et de celle d'Audun-le-Tiche et, en 1866, il transmet l'entreprise à ses deux fils Fernand et Hippolyte.
Fernand et Hyppolite, furent également les fondateurs de l'usine sidérurgique d'Athus, qui fit la richesse et la renommée de la cité pendant plus d'un siècle.

### Politique
- Le baron Raoul d'Huart fut bourgmestre de Limal entre 1921 et 1931.
- Le baron Thierry d'Huart (1906-1987), docteur en droit, bachelier en philosophie thomiste, fut châtelain et bourgmestre de Vonêche.

## Personnalités
- Jean Gaspard d'Huart (1579-), conseiller et maître de requêtes au Grand Conseil de Malines[1].
- Gérard Mathias d'Huart (1677-1730), lieutenant-général des armées d'Espagne, commandant général du Lampadour et gouverneur civil et militaire de Gironne[1].
- Jean-François Henri Gérard d'Huart, né en 1712, major des grenadiers réunis des Gardes wallones[2].
- Charles d'Huart, né en 1951, romancier[3]et bibliophile[4].
- Auguste d'Huart de Villemont (1789-1868), homme politique belge.
- Édouard d'Huart (1800-1884), homme politique belge de tendance catholique.
- Alfred d'Huart (1839-1927), avocat et homme politique belge.
- Ferdinand d'Huart (1858-1919), peintre luxembourgeois.
- Albert d'Huart (1867-1937), avocat et homme politique belge.

## Alliances
Les principales alliances de la famille d'Huart sont : de Broqueville, d'Oultremont, de Woelmont,  de Fierlant-Dormer, de Vinck,  Malou, Frésart, de Chrombrugghe de Looringhe,de Meeûs, de Meeûs d'Argenteuil,  de Meeûs d'Argenteuil de Trannoy, de Werbrouck, de Monicault, Wolkonsky, de Schorlemer, de Briey, Pasquier de Franclieu, d'Espinay Saint Luc , Drion du Chapois, de Borchgrave d'Altena,  d'Alcantara de Querrieu, de Maere d'Aertrycke, du Monceau de Bergendael, de Geradon, Zaman, de Marnix de Sainte Adelgonde, Augier de Moussac, de Monge de Franeau, Jadot, Coomans de Brachène, Coppieters t'Wallant, de Rémont, Barchman Wuyters, Yuderka Rosario Brito, Millan de Silva, Greindl, de Theux de Meylandt et Montjardin, Linard de Guertechin, Nieuwenhuys.

## Armoiries

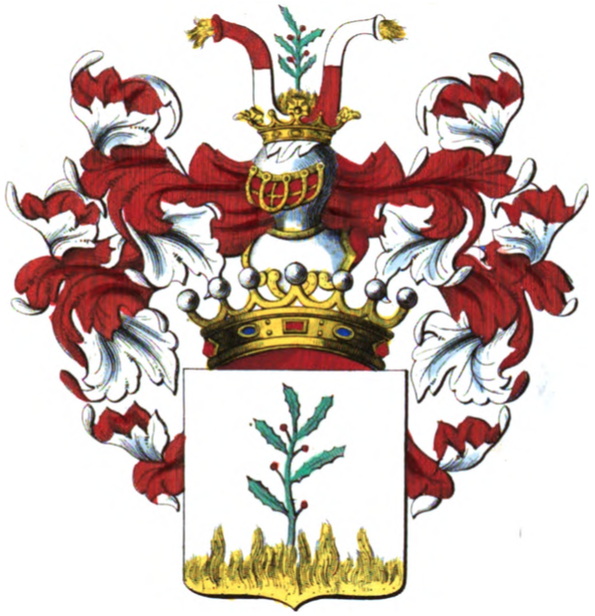
Armes de la famille.